# Macaranga pachyphylla
Macaranga pachyphylla är en törelväxtart som beskrevs av Johannes Müller Argoviensis. Macaranga pachyphylla ingår i släktet Macaranga och familjen törelväxter. Inga underarter finns listade i Catalogue of Life.